# Громыко, Николай Петрович
Николай Петрович Громыко — советский хозяйственный и политический деятель.

## Биография
Родился в 1927 году на территории современной Гомельской области. Член КПСС.
В 1962—1973 гг. — первый секретарь Нальчикского горкома КПСС.
Делегат XXIV съезда КПСС.
В 1973—1990 гг. — заведующий сектором Центра и Волго-Вятского региона Отдела организационно-партийной работы ЦК КПСС.
С 1990 года — персональный пенсионер союзного значения.
В 2004—2011 гг. — секретарь коммунистической политической партии СКП-КПСС.
Умер в 2011 году в Москве

## Награды
- Орден Ленина
- Орден Трудового Красного Знамени (дважды)